# 199
Évszázadok: 1. század – 2. század – 3. század
Évtizedek: 140-es évek – 150-es évek – 160-as évek – 170-es évek – 180-as évek – 190-es évek – 200-as évek – 210-es évek – 220-as évek – 230-as évek – 240-es évek
Évek: 194 – 195 – 196 – 197 –  198 – 199 – 200 – 201 – 202 – 203 – 204

## Események

### Római Birodalom
- Publius Cornelius Anullinust és Marcus Aufidius Frontót választják consulnak.
- Septimius Severus császár végiglátogatja a keleti provinciákat, Syria és Palestina után Egyiptomban tölt néhány hónapot. Alexandriában Kübelé-templomot, fürdőt és gümnasziont építtet és engedélyezi, hogy egyiptomiak is bekerülhessenek a szenátusba.
- A császár fiát, a 11 éves Caracallát felveszik a Fratres Alvares papi rendbe és megkapja a "haza atyja" címet.
- Meghal I. Victor római püspök. Utóda Zephyrinus.

### Kína
- Cao Cao a hsziapi csatában legyőzi Lü Put, aki megadja magát, de ennek ellenére kivégzik.
- A magát császárrá kikiáltó Jüan Su megbetegszik és meghal. Féltestvére, Jüan Sao közben meghódította Kína négy északi tartományát és hadjáratot indít déli szomszédja és legveszedelmesebb riválisa, Cao Cao ellen.

### Korea
- Meghal Szuro, a Kumgvan Kaja legendás alapítója. Utódja fia, Kodung.

## Halálozások
- I. Viktor pápa
- Lü Pu, kínai hadúr
- Jüan Su, kínai hadúr
- Szuro, Kumgvan Kaja királya

## Fordítás
- Ez a szócikk részben vagy egészben  a(z)   199 című francia Wikipédia-szócikk ezen változatának fordításán alapul.  Az eredeti cikk szerkesztőit annak laptörténete sorolja fel. Ez a jelzés csupán a megfogalmazás eredetét és a szerzői jogokat jelzi, nem szolgál a cikkben szereplő információk forrásmegjelöléseként.